# Theridion grallator
Theridion grallator (Simon, 1900), è un ragno della famiglia Theridiidae, popolarmente conosciuto con il nome volgare in lingua inglese di "happy face spider" (ragno dalla faccia sorridente); endemico delle isole Hawaii è noto localmente con il nome in lingua hawaiiana nananana makakiʻi.
La nomenclatura binomiale grallator, dal latino trampoliere, fa riferimento alle lunghe zampe affusolate che distingue la specie.

## Descrizione
Il Theridion Grallator è un ragno di piccole dimensioni, generalmente lungo circa 5 mm, dall'addome trasparente di colore prevalentemente giallo ma con quantità variabili di pigmento rosso, nero o bianco che, sovrapponendosi, generano diversi motivi grafici tra i vari individui.

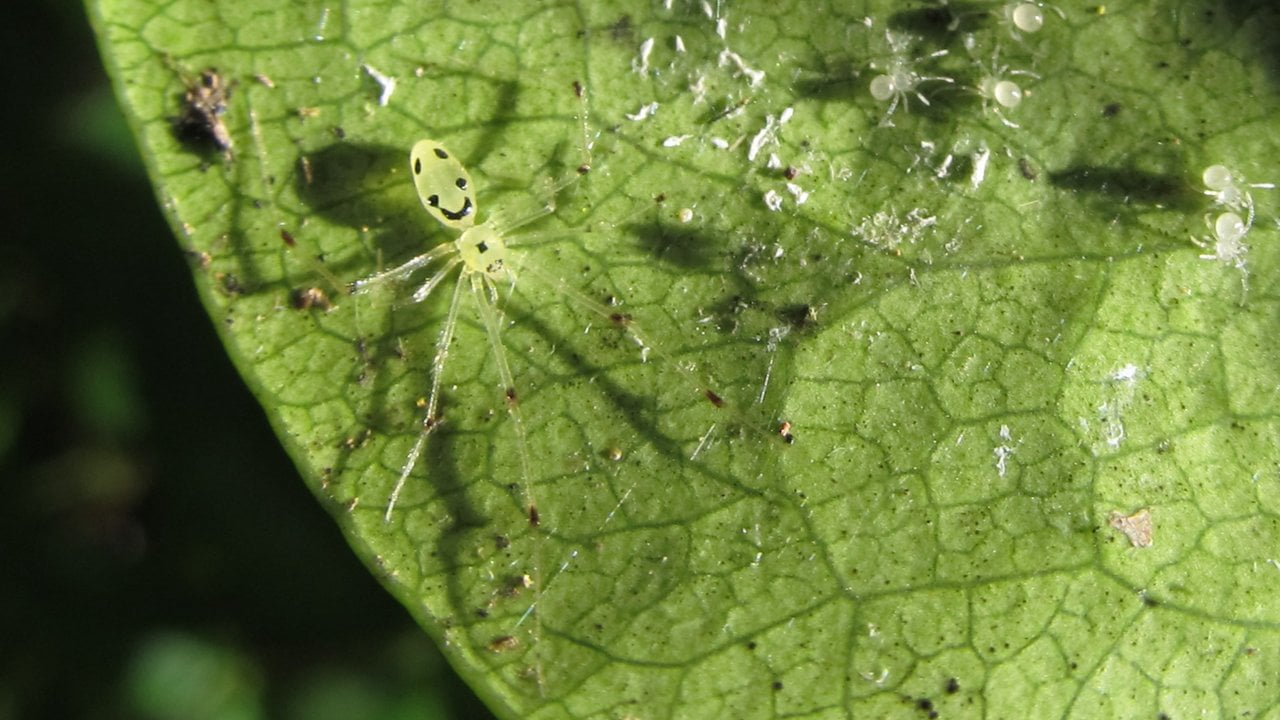
Lo "smiley" su un esemplare di Theridion Grallator.

Alcuni individui recano sulla parte superiore dell'addome una figura simile a un inquietante smiley o ad una faccia di pagliaccio ghignante che si staglia sul loro corpo di colore giallo. Ogni individuo è caratterizzato da un unico motivo grafico ed i motivi ricorrenti cambiano a seconda dell'isola dove la popolazione è residente, in alcuni casi mancando completamente.
Nell'isola di Maui l'aspetto dei disegni sembrano seguire leggi mendelliane, mentre su altre isole Hawaii i modelli di ereditarietà corpo sembrano essere limitati geneticamente. Si ipotizza che la variazione potrebbe essere una sorta di mimetismo teso ad ingannare gli uccelli predatori, i loro unici significativi nemici naturali, per contrastarne il riconoscimento. Tuttavia, dato che il modello grafico può cambiare a seconda di quanto cibo il ragno ha mangiato, che il T. Grallator è molto piccolo e si nasconde durante il giorno, e non è quindi alla mercé di qualsiasi specie di predatore, è più probabile che la varietà di disegni non abbia alcun significativo riscontro all'adattamento.

## Habitat
Il T. Grallator ha il suo habitat sotto le foglie delle piante, dove produce la propria ragnatela di minime dimensioni. Le femmine restano di guardia al nido fino a quando le uova si schiudono e si prodigano per catturare prede per i loro piccoli. La specie caccia soprattutto durante la sera.

## Diffusione
La specie è endemica delle isole Oahu, Molokai, Maui ed Hawaii e si trova nelle foreste pluviali a quote dai 300 ai 2 000 metri.